# Ryland Heights (Kentucky)
Ryland Heights es una ciudad ubicada en el condado de Kenton en el estado estadounidense de Kentucky. En el Censo de 2010 tenía una población de 1022 habitantes y una densidad poblacional de 74,54 personas por km².

## Geografía
Ryland Heights se encuentra ubicada en las coordenadas 38°58′46″N 84°28′33″O / 38.97944, -84.47583. Según la Oficina del Censo de los Estados Unidos, Ryland Heights tiene una superficie total de 13.71 km², de la cual 13.55 km² corresponden a tierra firme y (1.17%) 0.16 km² es agua.

## Demografía
Según el censo de 2010, había 1022 personas residiendo en Ryland Heights. La densidad de población era de 74,54 hab./km². De los 1022 habitantes, Ryland Heights estaba compuesto por el 98.04% blancos, el 0.49% eran afroamericanos, el 0.1% eran amerindios, el 0.2% eran asiáticos, el 0% eran isleños del Pacífico, el 0.1% eran de otras razas y el 1.08% pertenecían a dos o más razas. Del total de la población el 0.68% eran hispanos o latinos de cualquier raza.